# Jack McKinney
John Paul „Jack” McKinney (ur. 13 lipca 1935 w Chester, zm. 25 września 2018 w Bonita Springs) – amerykański trener koszykarski.

## Osiągnięcia

### Zawodnicze
NCAA
- Mistrz turnieju National Invitation Tournament (NIT – 1956)

### Trenerskie
Drużynowe
- Mistrzostwo:
  - NBA (1977)¹
  - sezonu regularnego konferencji (1961–1965¹, 1970–1974)
- NCAA Final Four (1961)¹

Indywidualne
- Trener roku NBA (1981)[1]

¹ – jako asystent trenera